# Ultraleichtfluggelände Eimbeckhausen

i7
i11
i13
Das Ultraleichtfluggelände Eimbeckhausen liegt im Ortsteil Eimbeckhausen der Stadt Bad Münder am Deister im Landkreis Hameln-Pyrmont in Niedersachsen. Der Platzhalter und Betreiber ist der Luftsportverein Süntelflug e. V.

## Lage
Das Ultraleichtfluggelände liegt etwa 1,5 km südlich von Eimbeckhausen.

## Flugbetrieb
Das Ultraleichtfluggelände besitzt eine Betriebsgenehmigung für Luftsportgeräte mit Ausnahme von Sprungfallschirmen. Es ist mit einer 300 m langen und 15 m breiten Start- und Landebahn aus Gras (Richtung 09/27) ausgestattet. Es dient dem Betrieb mit Luftsportgeräten des Platzhalters.

## Geschichte
Das Ultraleichtfluggelände Eimbeckhausen wurde am 17. Dezember 2008 genehmigt.